# Sandy Williams

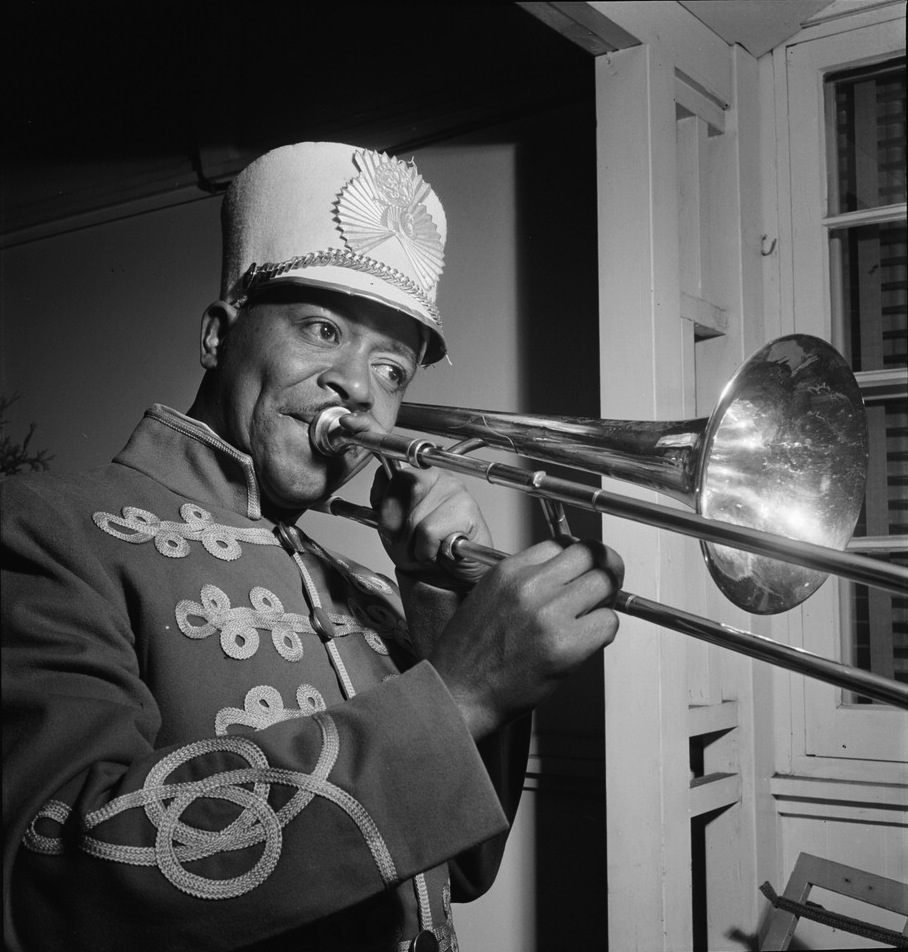
Sandy Williams, 1940er Jahre.
Fotografie von William P. Gottlieb.

Sandy Williams (* 24. Oktober 1906 in Summerville, South Carolina als Alexander Balos Williams; † 25. April 1991 in New York City) war ein US-amerikanischer Jazz-Posaunist und Bandleader.

## Leben und Wirken
Alexander „Sandy“ Williams’ Familie zog in seiner Jugendzeit nach Washington, D.C.; nach dem Tod der Eltern besuchte er ein College in Delaware. 1927 trat er mit Claude Hopkins in Atlantic City auf und kehrte dann nach Washington D.C. zurück; von 1929 bis 1932 arbeitete er dort bei Horace Henderson und studierte bei Juan Tizol und James Miller, Jr. 1932/33 war er Mitglied des Fletcher Henderson Orchesters. Von 1933 bis 1940 spielte Williams im Chick Webb Orchester; ein Jahr nach Webbs Tod verließ er die von Ella Fitzgerald weitergeführte Band und spielte bei Benny Carter und Coleman Hawkins.
Anfang der 1940er Jahre arbeitete Williams in den Bands von Lucky Millinder, Cootie Williams, Mezz Mezzrow, Pete Brown und Wild Bill Davison. 1943 gehörte er kurze Zeit dem Duke Ellington Orchestra an, wo er Lawrence Brown ersetzte. Danach spielte er u. a. mit Hot Lips Page, Don Redman und Roy Eldridge. 1945/46 nahm er einige 78er für Riverside unter eigenem Namen als Sandy Williams Big Eight mit Musikern wie Denzil Best, Pee Wee Erwin, Johnny Hodges, Jimmy Jones, Shelly Manne, Tab Smith und Cecil Scott auf. Anschließend ging er von 1946 bis 1949 mit Rex Stewart und dessen Band auf eine Europatournee.
Anfang der 1950er Jahre wirkte er an Aufnahmen von Ella Fitzgerald mit (Something To Live For) und spielte noch mit Sidney Bechet und Art Hodes. Gesundheitliche Gründe zwangen ihn, seine Karriere zu beenden, auch wenn er noch Ende der Dekade gelegentlich auftrat.